# De laatste druppel (Judith Leyster)
De laatste druppel of Gulzige drinkers is een schilderij van Judith Leyster uit circa 1629.

## Beschrijving

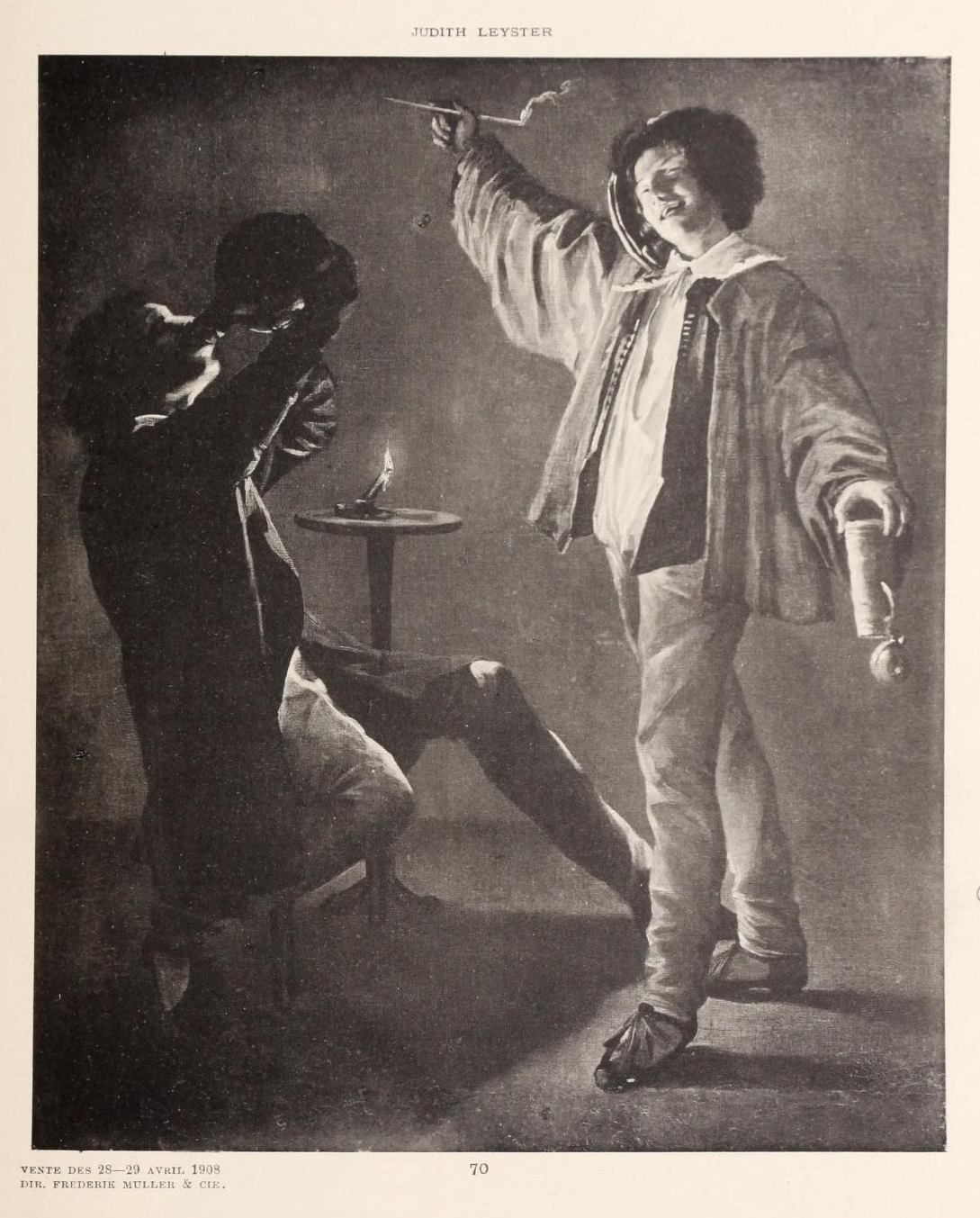
Foto van het schilderij zoals het te zien was op de veiling van Frederik Muller & Co. in april 1908. Het skelet werd in de jaren 1990 van zijn overschildering ontdaan.

Hoewel de afmetingen niet identiek zijn, wordt dit schilderij beschouwd als de pendant van Vrolijk gezelschap. In beide gevallen gaat het om uitgelaten vastenavondvierders die zich te buiten gaan aan drank en roken. Terwijl het andere schilderij nog gemoedelijk het begin van de dronkenschap uitbeeldt, toont De laatste druppel op moralistischer toon de excessen van het drankgelag. Het skelet maakt er onmiskenbaar een vanitas van. Ook het clair-obscur geeft, zoals vaker bij Judith Leyster, iets dramatisch of dreigends aan de voorstelling. De hoofdpersonen van het schilderij moeten in dat geval oppassen dat ze geen misstap begaan, zoals op Een spelletje triktrak, Man die een vrouw geld aanbiedt en wellicht ook Jonge vrouw met een luit.
Op Vrolijk gezelschap werden de mannen gadegeslagen door een lachend gezinnetje, maar nu verschijnt er een skelet, dat een zandloper omhoog houdt en met een kaars een tweede schedel verlicht – een waarschuwing aan zowel de mannen op het schilderij als de kijkers naar het schilderij. Het skelet richt zijn blik echter vooral op de man die rechtstreeks uit de kruik drinkt. Dit was in de zestiende eeuw de gebruikelijke verbeelding van Gula, vraatzucht of gulzigheid, een van de hoofdzonden. Dergelijke figuren kwamen al voor bij Bosch en Bruegel, maar Judith Leyster sluit hiermee vooral aan bij het werk van haar stads- en tijdgenoten. De beide figuren zijn namelijk ook te herkennen op twee drukker bevolkte schilderijen van respectievelijk Jan Miense Molenaer en Adriaen Brouwer. De man die zijn arm omhoogsteekt staat in beide gevallen schuin achter de man met de kruik.
Mogelijk heeft Leyster voor de drinker hetzelfde model geschilderd – vanuit een iets andere hoek – als haar toekomstige echtgenoot op zijn De koning drinkt. Dit is de zoveelste aanwijzing dat Judith Leyster haar echtgenoot in het atelier van waarschijnlijk Dirck Hals heeft leren kennen. De verwantschap met het Herberginterieur van Adriaen Brouwer is verrassender, maar het is bekend dat de Vlaamse schilder rond deze tijd in Haarlem verbleef.

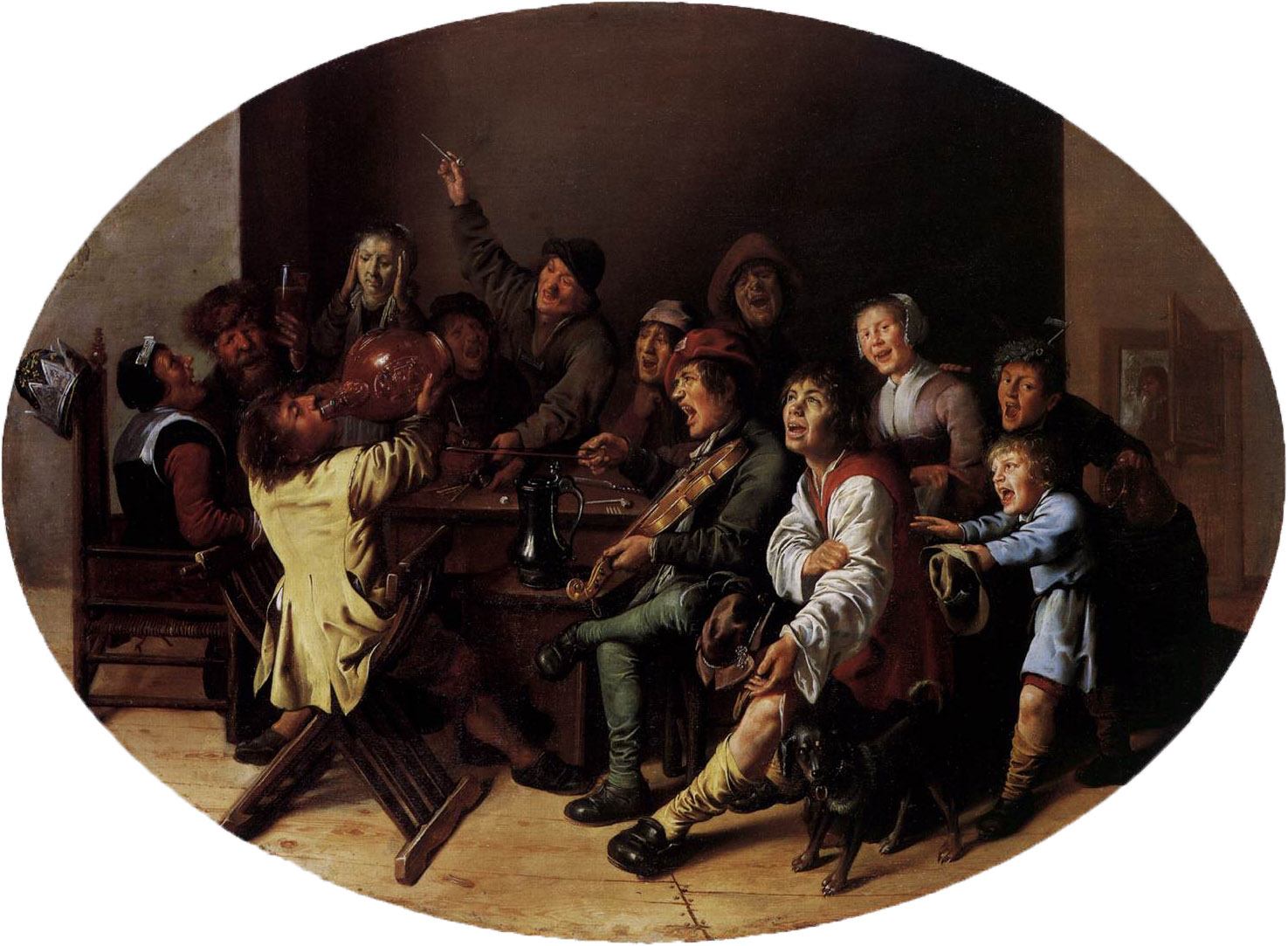
Jan Miense Molenaer, De koning drinkt, 1636, Liechtenstein Museum, Wenen
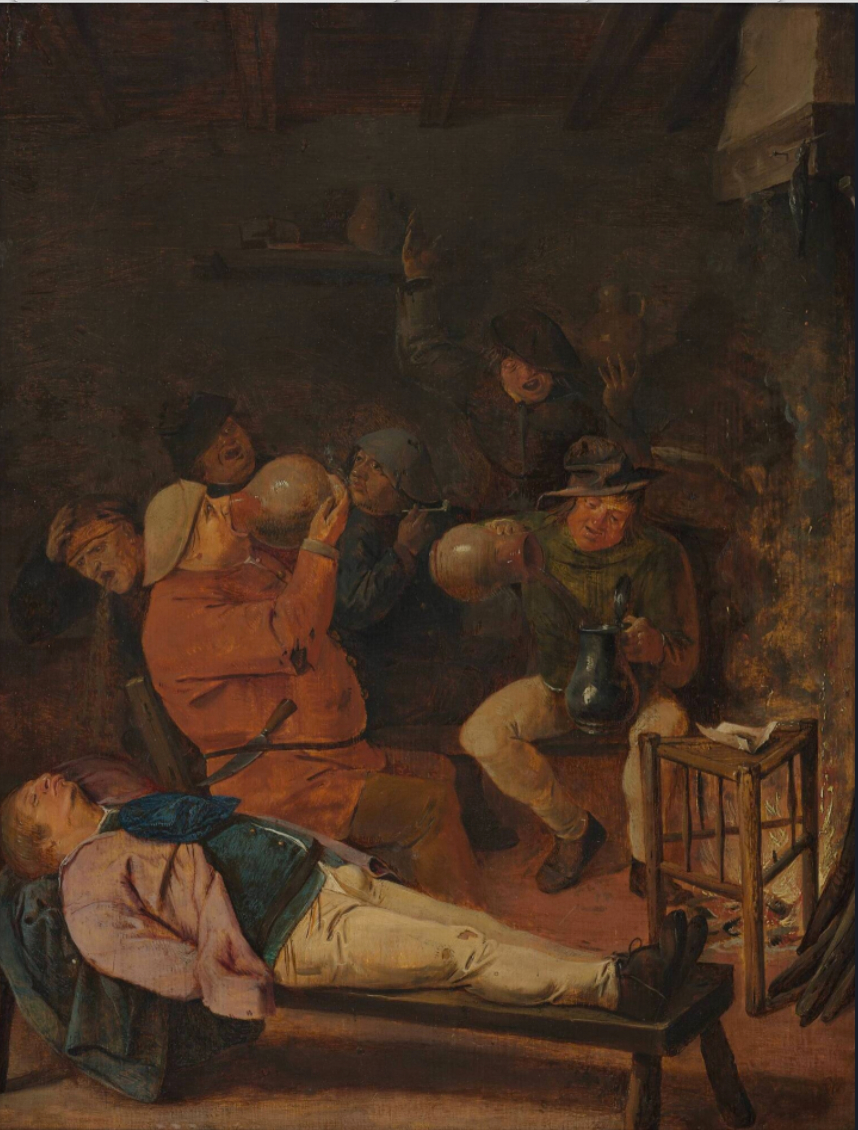
Adriaen Brouwer, Herberginterieur, ca. 1630, Museum Boijmans Van Beuningen, Rotterdam
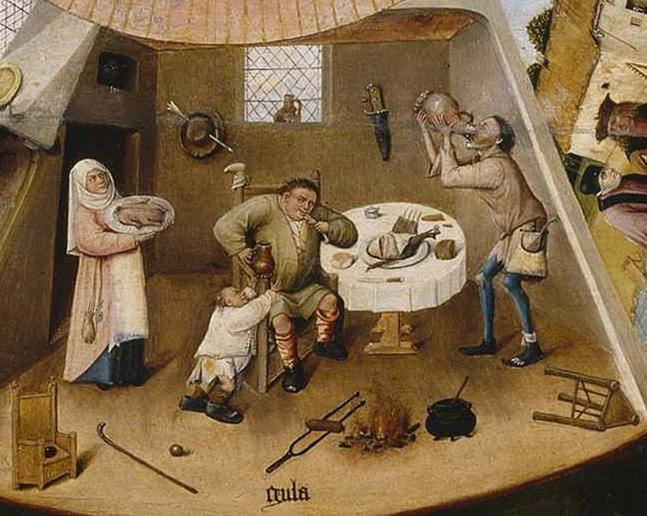
Omgeving van Jheronimus Bosch, Gula (detail van De zeven hoofdzonden), begin 16e eeuw, Prado, Madrid

## Herkomst
Op een onbekend tijdstip is het skelet weggeschilderd en vervangen door een tafeltje met een lamp, waarschijnlijk om de verkoopbaarheid te vergroten.
Rond 1903 was het schilderij in het bezit van George Hunter Donaldson in Londen. Het werd in 1908 gekocht door John G. Johnson op de veiling bij Frederik Muller in Amsterdam (28-29 april); volgens de veilingcatalogus kwamen de werken van deze veiling uit de verzameling Hoogendijk in Den Haag en enkele andere verzamelingen: "Provenant de la collection-Hoogendyk (deuxième partie) et de quelques autres provenances." John G. Johnson had de aankoop gedaan op advies van Roger Fry. Bij zijn dood in 1917 liet hij het schilderij en de rest van zijn collectie na aan de stad Philadelphia.